# Waleri Alexejewitsch Legassow

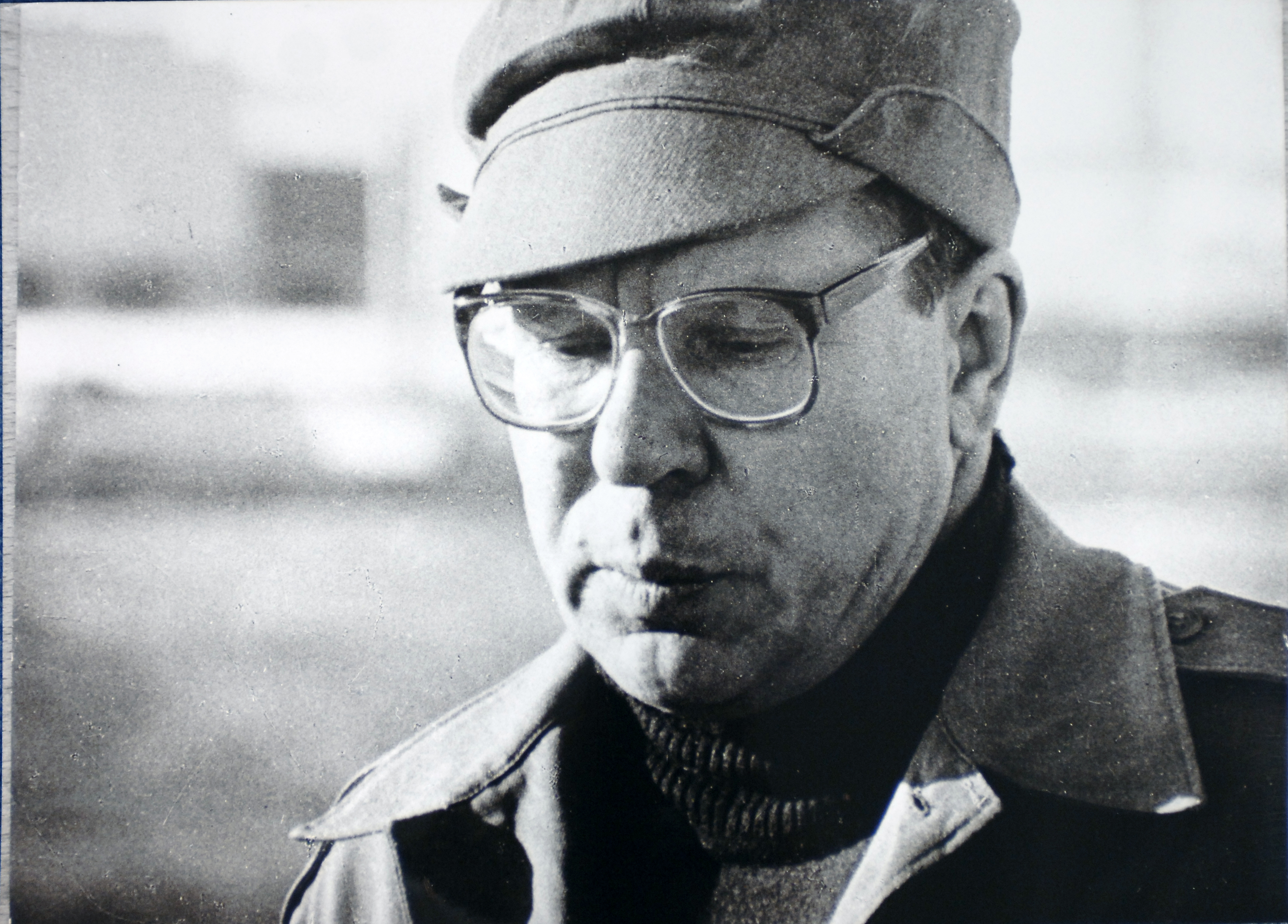
Waleri Legassow

Waleri Alexejewitsch Legassow (russisch Валерий Алексеевич Легасов, wiss. Transliteration Valerij Alekseevič Legasov; * 1. September 1936 in Tula, Sowjetunion; † 27. April 1988 in Moskau, Sowjetunion) war ein sowjetischer Wissenschaftler auf dem Gebiet der anorganischen Chemie. Er war Mitglied der Akademie der Wissenschaften der UdSSR. Seine bekannteste Tätigkeit war die des Mitglieds der Regierungskommission, die nach der Nuklearkatastrophe von Tschernobyl vom 26. April 1986 gegründet wurde.

## Leben
Waleri Legassow wurde in Tula als Kind einer Arbeiterfamilie geboren. Er machte einen Abschluss an der Chemisch-Technischen Dmitri-Mendelejew-Universität und arbeitete am Kurtschatow-Institut für Atomenergie. Er erlangte 1967 den ersten akademischen Grad im Hochschulsystem der UdSSR und 1972 seinen Doktorgrad in Chemie.
Anschließend wurde er, am nach ihm benannten Institut für Atomenergie, zum stellvertretenden Forschungsdirektor ernannt.
Zwischen 1978 und 1983 war er Professor am Moskauer Institut für Physik und Technologie. Von 1983 bis zu seinem Tod war er Leiter der Abteilung für Chemietechnik an der Fakultät für Chemie der Lomonossow-Universität in Moskau. Am 23. Dezember 1976 wurde er korrespondierendes Mitglied und am 29. Dezember 1981 wurde er ordentliches Mitglied der Akademie der Wissenschaften der UdSSR. 1985 wurde er Mitglied des Präsidiums der Akademie.
Nach der Katastrophe von Tschernobyl war Legassow eine Schlüsselfigur in der Regierungskommission, die die Gründe der Katastrophe untersuchen und einen Plan zur Beseitigung der Folgen entwickeln sollte.
Nachdem sich die Mitglieder der Kommission am 26. April 1986 um 16 Uhr am Flughafen Moskau-Wnukowo versammelt hatten, um nach Kiew abzureisen, lernte Legassow den Vorsitzenden der Kommission Boris Schtscherbina kennen. Nach der Landung in Kiew um etwa 19 Uhr reiste die Kommission weiter in die Stadt Prypjat innerhalb der Unfallzone, in der man am 26. April gegen 20 Uhr eintraf. Legassow verbrachte nun mehr als 60 Tage im Unfallgebiet. Er traf die wichtigsten Entscheidungen, um unter anderem eine größere Explosion zu vermeiden, und informierte die Regierung und den damaligen Generalsekretär des Zentralkomitees der KPdSU Michail Gorbatschow über die Situation in der Zone. Er berichtete seinen Kollegen und der Presse unmittelbar von den Sicherheitsrisiken des zerstörten Reaktors und forderte die sofortige Evakuierung der Stadt Prypjat. Vom 25. bis 29. August 1986 präsentierte er den Bericht der sowjetischen Delegation auf einem Sondertreffen der Internationalen Atomenergieorganisation in Wien.
Bei seinem mehrmonatigen Aufenthalt in der Unfallzone des Kraftwerks war er regelmäßig einer Strahlung von 100 rem (1 Sievert), was dem Vierfachen der maximal zulässigen Strahlung von 25 rem entspricht, ausgesetzt. Als Folge dessen zeigten sich bei ihm bereits am 5. Mai erste Anzeichen der Strahlenkrankheit wie Hautbräune und Haarausfall.
Waleri Legassow wurde am Morgen des 27. April 1988, zwei Jahre und einen Tag nach der Explosion von Tschernobyl, tot in seinem Haus nahe Moskau aufgefunden. Er hatte sich durch Erhängen das Leben genommen. Zuvor hatte er als politisches Testament noch ein Tondokument erstellt, in dem er weitere Details zur Tschernobyl-Katastrophe preisgab, insbesondere einen deutlich größeren Kreis an Verantwortlichen benannte. Legassow wurde auf dem Nowodewitschi-Friedhof in Moskau bestattet.

## Auszeichnungen
Bereits vor der Nuklearkatastrophe von Tschernobyl erhielt Legassow den Orden des Roten Banners der Arbeit (26. April 1971),
den Orden der Oktoberrevolution (29. März 1976), den Staatspreis der UdSSR (Herbst 1976), den Lenin-Orden (10. März 1981) und den Leninpreis (1984).
Im September 1996 wurde Legassow durch einen Erlass des damaligen russischen Präsidenten, Boris Jelzin, für seinen Mut, seine Ausdauer und sein Heldentum bei der Beseitigung der Unfallfolgen von Tschernobyl, posthum die Auszeichnung Held der Russischen Föderation verliehen.
Am  25. April 2012 wurde ihm posthum der Titel Ehrenbürger der Oblast Tula verliehen.

## Mediale Rezeption
Entsprechend seiner Bedeutung bei der Aufklärung der Ursache der Katastrophe von Tschernobyl ist Legassow eine der Hauptfiguren in der HBO-Miniserie Chernobyl, verkörpert durch Jared Harris.
In der Dokumentation ZDF History: Das Tschernobyl-Vermächtnis aus dem Jahr 2016 geht es insbesondere um die Erkenntnisse, die Legassow in seiner Audio-Hinterlassenschaft benannt hatte – so einen deutlich größeren Kreis an Verantwortlichen und umfangreichere Folgen.